# 六氟合锡酸锂
六氟合锡酸锂是一种无机化合物，化学式为Li2SnF6，它可由六氯合锡酸铵、碳酸锂和氟气在400 °C反应制得，或由锡酸锂和氢氟酸反应得到。它的水合物是已知的。它和M2SnF6（M=K, Rb, Cs）反应，可以得到LiMSnF6。